# Wereld open schaken 2000
De 28e World open werd van 28 juni t/m 4 juli 2000 in Philadelphia gespeeld en is na de tie-break gewonnen door de Amerikaanse grootmeester Joel Benjamin met 7 punten uit 9 ronden. 
De volgende 7 schakers eindigden eveneens met 7 punten: Jaan Ehlvest, Alexander Goldin, Grigory Serper, Alexander Ivanov, John Fedorowicz, Pavel Blatný en Sergey Kudrin. Vervolgens eindigden 9 spelers met 6.5 uit 9 onder wie Benjamin Finegold, Gregory Kaidanov, Alexander Shabalov en Suat Atalik terwijl 13 schakers 6 punten behaalden. Er waren 182 deelnemers. 